# Milan Jelić
Milan Jelić (Милан Јелић) (26 de marzo de 1956 - 30 de septiembre de 2007) fue un político serbio en Bosnia y Herzegovina. Desde el 9 de noviembre de 2006 hasta su fallecimiento fue presidente de la República Srpska. Era miembro de los moderados Unión de Socialdemócratas Independientes, partidario del acercamiento a la Unión Europea.
Nacido en Koprivna, cerca de Modriča, Bosnia-Herzegovina, República Federal Socialista de Yugoslavia, Jelić completó su educación secundaria en Doboj y estudió en la Facultad de Económicas de la Universidad de Novi Sad en Subotica. Obtuvo el doctorado en la Universidad de Banja Luka.
Estuvo cuatro años en el consejo municipal de Modriča, y a principios de 1987 fue director de «8.septembar», para ocupar siete años después un puesto similar en «Rafinerija ulja». Tras el acuerdo-marco general para la paz en Bosnia y Herzegovina fue elegido Diputado para la Asamblea Nacional de la República Serbia. También fue presidente de la Federación de Fútbol de Bosnia y Herzegovina.
Jelic fue elegido presidente de la República Srpska en las elecciones de octubre de 2006, cargo que seguía ocupando en el momento de su fallecimiento por un ataque cardíaco. Anteriormente había ocupado el cargo de Ministro de Economía.